# Jacques Morel (compositeur)
Pour les articles homonymes, voir Jacques Morel et Morel.
Jacques Morel (1680 ou 1700 - 1740 ?) est un musicien compositeur de pièces baroques pour violes et un musicien violiste français. Il est le compositeur de Tombeau de Mademoiselle publié vers 1709, et un Livre de pièces de violle avec une chaconne en trio pour une flûte traversiere.

## Discographie
- Pièces de viole (1709),  Ensemble Fuoco e Cenere, Jay Bernfeld et Ronald Martin Alonso, violes de gambe, André Henrich, théorbe,  Bertrand Cuiller, clavecin, direction Jay Bernfeld. CD Paraty 2019[3].
- Pièces de viole, Premier Livre (1709), Sofia Diniz, viole de gambe, Josep Maria Marti Duran, théorbe, Miguel Jalôto, clavecin, Peter Holtslag, traverso. CD Conditura 2018.
- Pièces de viole, Alejandro Marias et Pablo Garrido, violes de gambe, Alvaro Marias, traverso, Jordan Furmado, clavecin. CD Brillant Classics 2019.